# Casa Ramon Costajussà
Casa Ramon Costajussà és un edifici catalogat com a monument del municipi de Sabadell (Vallès Occidental) protegit com a bé cultural d'interès local. Està situada al carrer de Gràcia, 4-6.

## Descripció
Casa familiar que utilitza en la seva decoració elements modernistes juntament amb d'altres d'arrels classicista. L'edifici ha sofert diferents modificacions com són l'addició d'un nou pis, i també la planta baixa, a conseqüència de la instal·lació de comerços.
Destaca en la composició de la façana, la menor alçada del segon i tercer pis respecte del primer. La distribució és simètrica, marcant l'eix la porta d'entrada i els balcons centrals dels pisos superiors. Les plantes intermèdies han preservat la decoració i distribució originals. Aquesta segueix un esquema que la divideix en tres parts, senyalades per les obertures del mur, en aquest cas els balcons. Els dos laterals mostren la mateixa composició consistent en un balcó de forma semicilíndrica, la llum del mateix amb forma el·líptica, i que es converteix, a la part superior, en la base del balcó del segon pis. Aquest darrer està decorat amb tres columnes amb èntasi i capitell amb volutes que suporten la finestra. Les baranes dels balcons mostren una alternança (de dalt a baix i de dreta a esquerra) en el material que consisteix en el ferro forjat i unes balustrades amb petites columnetes en les que el perfil segueix un joc de línies corbes.
A la façana hi ha un placa commemorativa en record del sacerdot Camil Geis, que va viure en aquesta casa des del 1929 fins que es va morir, el 1986.